# 馬孔惠
馬孔惠（1436年—？），字孝卿，直隸河間府景州東光縣人，匠籍。明朝政治人物。進士出身。

## 生平
順天府鄉試第九十六名。成化八年（1472年）壬辰科會試第一百七十三名，殿試登進士第三甲第二十七名，擔任兵科給事中，后升任兵科都給事中。成化二十年，升任福建參議，死於任內。曾祖父馬視遠，曾任兵部主事。祖父馬誾如。父亲馬經，曾任知縣。